# Рид, Терри
Терри Рид (англ. Terry Reid; 13 ноября 1949, Хантингдон, Англия — 5 августа 2025) — британский рок-музыкант, певец и гитарист.

## Биография
Свою музыкальную карьеру Рид начал в 15 лет, войдя в состав группы Питера Джея The Jaywalkers. В 1966 году коллектив выступил в первом отделении концерта The Rolling Stones в Ройал Алберт-холле, после чего — при посредстве Грэма Нэша из The Hollies — подписал контракт с Columbia Records. Сингл «The Hand Don’t Fit the Glove» имел умеренный успех в чартах — но к этому времени группа уже распалась.
Терри Рид начал сольную карьеру и с первым же синглом (записанным с продюсером Микки Мостом) «Better By Far» вошёл в чарты. Широкой рок-аудитории он стал известен в 1968 году, когда провел американское турне с группой Cream. Свой последний в этом турне концерт он дал на Miami Pop Festival и произвёл сильное впечатление на представителей музыкальной прессы, после чего провел несколько британских гастролей — в частности, с Jethro Tull и Fleetwood Mac.
Работой Рида заинтересовался Джимми Пейдж. После распада The Yardbirds он предложил тому стать вокалистом своей новой группы. Рид отказался, сославшись на контрактные обязательства, но предложил обратить внимание на молодого вокалиста из Бирмингема Роберта Планта, таким образом сыграв существенную роль в формировании состава Led Zeppelin. Позже в примерно аналогичной ситуации Рид отказался заменить Рода Эванса в составе Deep Purple, уступив место Иэну Гиллану.
Первый альбом Рида Bang, Bang You’re Terry Reid (1968) вошёл в американский Top 200, но, как ни странно, в Британии не был выпущен вообще Второй, Terry Reid (1969), считается лучшим в его карьере. После его выхода Рид продолжил гастроли — снова с The Rolling Stones. В 1969 году, расставшись с Микки Мостом (который хотел превратить его в исполнителя лирических баллад), Рид перебрался в Калифорнию. В 1970 году он временно вернулся в Англию, где выступил на фестивале Isle of Wight.
В 1973 году он подписал новый контракт с Atlantic Records, и выпустил альбом River (записанный продюсером Эдди Оффордом, Yes), хорошо принятый критикой но коммерческого успеха не имевший. В последующие годы Терри Рид несколько раз менял лейблы, а в 1981 году отошёл от активной сольной деятельности и стал сессионным музыкантом (в числе тех, с кем он записывался в студии, были: Дон Хэнли, Джексон Браун и Бонни Рэйтт).
В 1991 году Рид вернулся с новым сольным альбомом The Driver, записанным с продюсером Тревором Хорном. Сингл «The Whole of the Moon» не имел коммерческого успеха, но получил широкую поддержку на американском радио. С тех пор Рид лишь изредка давал концерты. В числе музыкантов, с которыми он сотрудничал, были Брайан Огер и Мик Тейлор (экс-Rolling Stones).
О его смерти было объявлено 5 августа 2025 года в возрасте 75 лет после борьбы с раком.

## Дискография

### Студийные альбомы
- Bang, Bang You’re Terry Reid (1968)
- Terry Reid (1969) (US: Move Over for Terry Reid)
- River (1973)
- Seed of Memory (1976)
- Rogue Waves (1979)
- The Driver (1991)
- Alive (2004)